# Vụ án Moskva
Vụ án Moskva là tên gọi 4 vụ xử án tại Moskva từ năm 1936 cho tới 1938, trong đó các cán bộ cao cấp đảng và nhà nước bị buộc tội đã tham dự vào những hoạt động khủng bố phản quốc. Nó bắt đầu vào thời kỳ đầu tiên của cuộc Đại thanh trừng dưới thời Josef Stalin, trong đó những người bị buộc tội là những Bolshevik lão thành đứng đầu cũ, những người trung thành với Lenin, qua những cuộc thanh trừng của Stalin bị gạt bỏ ra để mà ông ta có thể giữ vững được quyền lực độc tôn của mình. 
Ba vụ án được xử công cộng và được tổ chức như là các phiên tòa dàn dựng, một vụ án được xử kín trong tòa án quân đội. Trong những vụ án này, phe đối lập chính trị, gần cả nguyên nhóm lãnh đạo cách mạng tháng Mười trong đảng Cộng sản Liên Xô bị gán ép tội âm mưu với thế lực phương Tây nhằm ám sát Stalin và các lãnh tụ Liên Xô khác, chia cắt Liên Xô và tái lập chủ nghĩa Tư bản. Họ được xử theo luật hình sự điều 58 khoản 10. Hầu như tất cả những cáo buộc đó sau đó được chứng minh là không có căn cứ.

## Vai trò vụ án

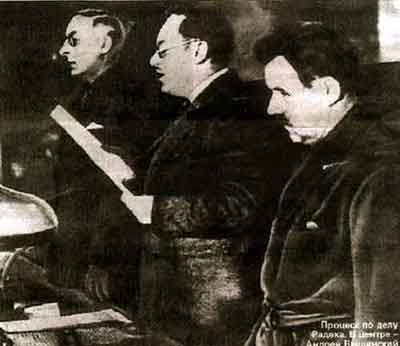
Andrei Wyschinski, ở giữa, đang đọc lời buộc tội, 1937

Vụ án Moskva đưa tới việc hành quyết những người đại diện cho thế hệ chính trị gia thời cách mạng tháng 10 năm 1917. Grigory Zinoviev, Lev Kamenev, Alexei Rykov, Nikolai Bukharin, Leo Trotsky, những người thân tín của Lenin. Hai người đầu bị xử bắn sau vụ án 1936, người thứ 3 và thứ 4 sau vụ án vào năm 1938. Georgy Pyatakov và Karl Radek, mà cũng là thành viên của Ủy ban Trung ương, bị lên án 1937. Trong 6 người quan trọng nhất, mà Lenin đề cập tới trong di chúc của ông, chỉ còn lại duy nhất Stalin. Với những vụ án này, Stalin, người đứng đằng sau giật dây, đã loại bỏ tất cả những người mà có thể đối đầu với ông để lãnh đạo đảng.

## Chuẩn bị về luật pháp
Vào ngày 1 tháng 12 năm 1934 bí thư đảng ủy Leningrad Sergey Kirov bị ám sát. Ông là một người bạn thân của Stalin, người mà cùng với ông đi nghỉ mát và đã giúp đỡ ông rất nhiều trong sự nghiệp chính trị. Vào cùng ngày Kirov bị ám sát, một sắc luật mới được ban hành, ra chỉ thị bên tư pháp trong trường hợp các vụ khủng bố phải giải quyết nhanh chóng và án tử hình phải được thi hành ngay lập tức. Sắc luật này đã tước đi cái điều kiện để kẻ bị buộc tội có thể kêu cứu xét lại án lệnh và xin ân xá. Nó là một trong những nền móng đưa tới nhiều việc hành quyết sau đó. Khrushchyov báo cáo về vụ án này: "Phải nhấn mạnh rằng tới nay, nhiều điều khó hiểu và bí ẩn trong hoàn cảnh xảy ra vụ ám sát Kirov và cần phải được điều tra thật kỹ càng. Có nhiều lý do để nói Nicolaiev - kẻ đã hạ sát Kirov - đã được một kẻ trong số những người có nhiệm vụ bảo vệ cho Kirov tiếp tay. Một tháng rưỡi trước ngày xảy ra vụ ám sát, Nicolaiev bị bắt vì bị tình nghi, nhưng rồi được thả ra, thậm chí cũng không bị thẩm tra gì cả. Đáng nghi ngờ hơn nữa là chuyện một trinh sát viên Tchéka - thuộc đội bảo vệ Kirov - bị tai nạn xe hơi chết giữa đường đi lấy khẩu cung. Ngày 1-12-1934, trong lúc những người cùng ngồi xe hơi với hắn không hề bị thương tổn gì. Sau vụ án Kirov, những người đứng đầu N.K.V.D. vùng Leningrad bị án rất nhẹ, nhưng đến năm 1937, họ đều bị tử hình. Có thể giả thiết bằng việc xử bắn họ, người ta muốn xóa hết các dấu vết của những kẻ thực thụ đã tổ chức vụ ám sát Kirov."

## Diễn tiến

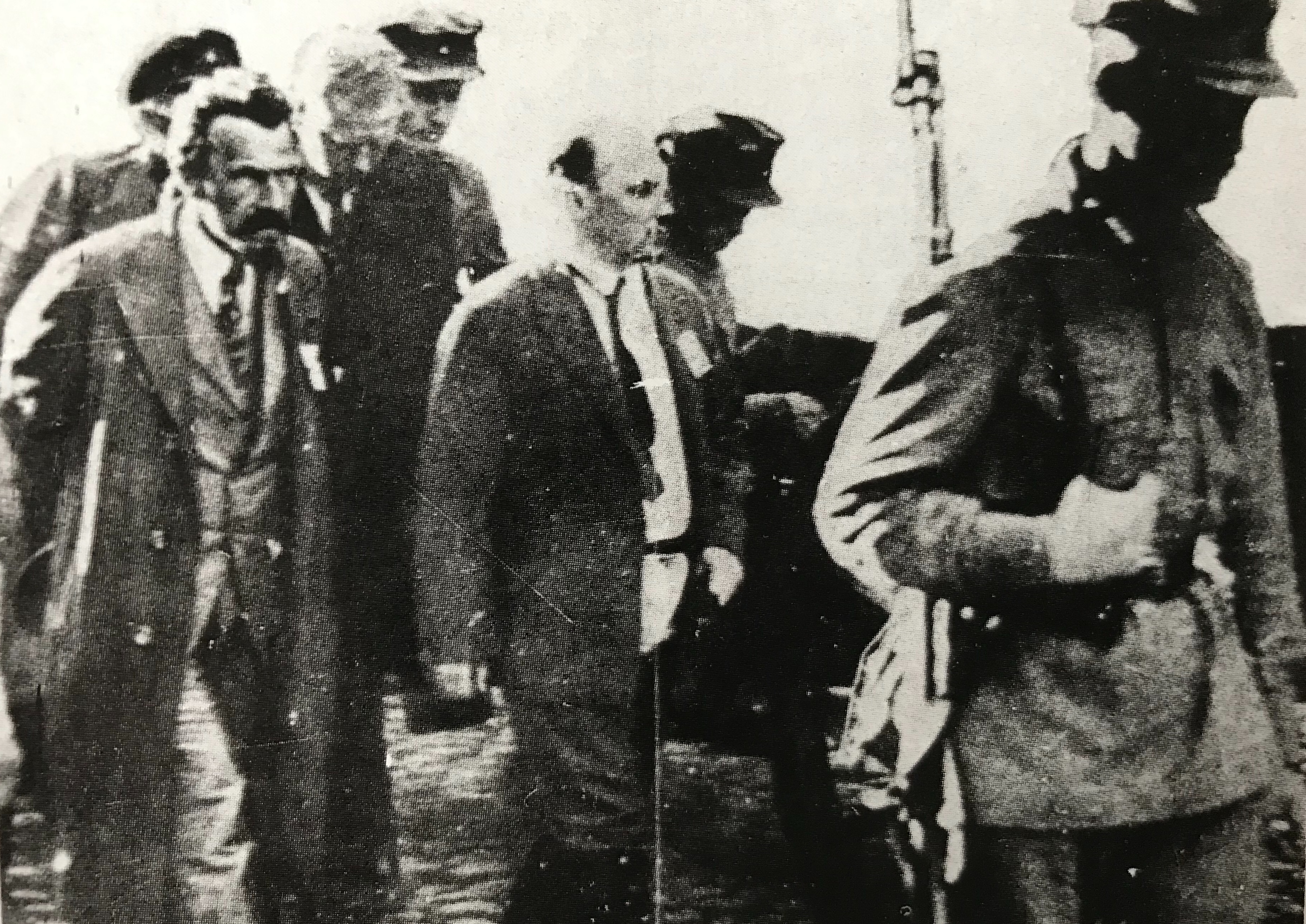
Nikolai Bucharin và Alexei Iwanowitsch Rykow 1938 trước tòa

Trong các vụ án, các bị cáo luôn bị buộc tội là có tham dự vào một âm mưu của Trotzky và các gián điệp của nước tư bản hải ngoại để lật đổ chính quyền Liên Xô để mà xử họ theo điều 58 luật hình sự. Nước nào có dính líu tới, thì tùy theo quan hệ ngoại giao lúc đó, có lúc là Đức, có lúc đổ lỗi cho Anh Quốc.
Lý do đưa tới các vụ án là việc Sergey Kirov bị ám sát năm 1934, bị cho là do Trotsky và đàn em của ông ta trong bộ chính trị đảng Cộng sản Liên Xô. Bằng chứng là những lời thú tội của các bị cáo do bị tra tấn, chứ không có bằng chứng nào cụ thể cả. Những lời khai cụ thể có thể chứng minh được là không đúng sự thật. Trong vụ án đầu tiên, bị cáo Golzmann khai là đã gặp Trotzky ở Kopenhagen vào năm 1932, sau khi gặp con trai của Trotsky Sohn, Leo Sedow, tại một khách sạn, mà trên thực tế đã bị đóng cửa vào năm 1917. Sedow, lúc đó sống ở Berlin, có vấn đề với giấy hộ chiếu không thể đi tới Kopenhagen được. Một bị cáo khác, Olberg, đã khai, chuyến đi của Sedow đã bị hủy bỏ vào giờ chót. Những lời khai trái ngược giữ Golzmann và Olberg tuy nhiên không được ai để ý, bất kể là kiểm sát viên, những người khác có dính líu tới vụ án lẫn báo chí Liên Xô. Georgi Pjatakow, mà bị cáo buộc trong vụ án thứ hai, cho biết là vào tháng 12 năm 1935 đã dùng một chiếc máy bay đặc biệt bay từ Berlin tới Oslo, để mà gặp Trotsky ở đó. Nhà cầm quyền Na Uy cho biết là, trong tháng 12 năm 1935 không có chuyến máy bay ngoại quốc nào đáp xuống Oslo cả.
Nó bao gồm những vụ án sau đây:
- Vụ án 1 (vụ án chống lại trung tâm khủng bố Trotsky - Zinoviev; Vụ án 16 người): từ 19 cho tới 24 tháng 8 năm 1936, các bị cáo là Grigori Sinowjew, Lev Kamenev, Iwan Smirnow, Sergei Mratschkowski và 12 cán bộ khác;
- Vụ án 2 (Vụ án chống lại trung tâm Trotsky thù nghịch Liên Xô; Vụ án 17 người ): từ 23 cho tới 30 tháng 1 năm 1937 chống lại Georgi Pjatakow, Karl Radek, Grigori Sokolnikow, Nikolai Muralow, Leonid Serebrjakow và 12 cán bộ khác; Radek và Sokolnikow chỉ bị phạt tù.
- Vụ án kín tại tòa án quân sự: Trong tháng 6 năm 1937 chống lại nguyên soái của Hồng quân Mikhail Nikolayevich Tukhachevsky và 7 sĩ quan cao cấp khác, quân đội sau đó như rắn mất đầu.
- Vụ án 3 (Vụ án chống lại phe thân hữu và phe Trotsky; Vụ án 21 người): từ 2 tới 13 tháng 3 năm 1938 chống lại Alexei Rykow, Nikolai Bucharin, Nikolai Krestinski, Genrich Jagoda, Christian Rakowski, Wladimir Iwanow và 15 cán bộ khác;

Trong số 66 người bị đem ra xét xử có 50 người bị xử tử, 16 người còn lại bị án tù.